# Dawno, dawno temu (album)
Dawno, dawno temu: Baśnie i Legendy Polskie – czwarty album studyjny polskiej piosenkarki Danuty Stankiewicz wydany w 1992 roku nakładem wytwórni Polmark.

## Lista utworów
1. Dawno, dawno temu (Piotr Głowacki - Jerzy Andrzej Masłowski)
2. Smok wawelski (Waldemar Zajączkowski - Jerzy Andrzej Masłowski)
3. Cztery podarki wróżki (Waldemar Zajączkowski - Anna Warecka)
4. Hej! Twardowski (Ryszard Szeremeta - Anna Warecka)
5. Piosenka o warszawskiej Syrence (Waldemar Zajączkowski - Jerzy Andrzej Masłowski)
6. Diabeł Rokita (Waldemar Zajączkowski - Jerzy Andrzej Masłowski)
7. Piosenka o Złotej Kaczce (Andrzej Zygierewicz - Jerzy Andrzej Masłowski)
8. Lusterko i Bazyliszek (Ryszard Szeremeta - Anna Warecka)
9. Rózga samobijka (Ewa Jakubowska - Anna Warecka)
10. Dzisiaj krawiec, jutro król (Ryszard Szeremeta - Anna Warecka)

## Charakterystyka albumu
Album Dawno, dawno temu Danuty Stankiewicz poświęcony jest w całości bajkom muzycznym dla dzieci zaaranżowanym jako muzyka rozrywkowa przez Waldemara Zajączkowskiego. Wszystkie bajki na płycie zostały napisane specjalnie dla Danuty Stankiewicz i pochodzą tylko z jej repertuaru. Utwory zawarte na płycie zostały zarejestrowane w lutym 1992 roku w Studio Winicjusza Chrósta w Sulejówku. Wydania płyty nie promowano żadnymi singlami. Album oryginalnie ukazał się w formie jednej z pierwszych w Polsce płyt kompaktowych (Polmark PK 1003), oraz kasety magnetofonowej (Polmark PK 223), natomiast 29 kwietnia 2011 ukazała się jego reedycja wydana ponownie na płycie kompaktowej przez Agencję Artystyczną MTJ (CD 10659). 31 października 2019 roku album miał swoją premierę w serwisach streamingowych.

## Muzycy
- Danuta Stankiewicz – śpiew
- Waldemar Zajączkowski – instrumenty klawiszowe
- Andrzej Stolarz – gitara
- Mieczysław Drozd – programowanie instrumentów perkusyjnych i basów

## Realizatorzy
- Zdjęcie na okładce – Bożena Lemm, Zbigniew Furman
- Projekt okładki – Adam Karol
- Konsultacja reżyserska – Andrzej Bogusz
- Realizacja dźwięku – Witold Osiński
- Menager – Andrzej I. Kordela